# Onthophagus ahenicollis
Onthophagus ahenicollis là một loài bọ cánh cứng trong họ Bọ hung (Scarabaeidae).